# ジャズピアノ

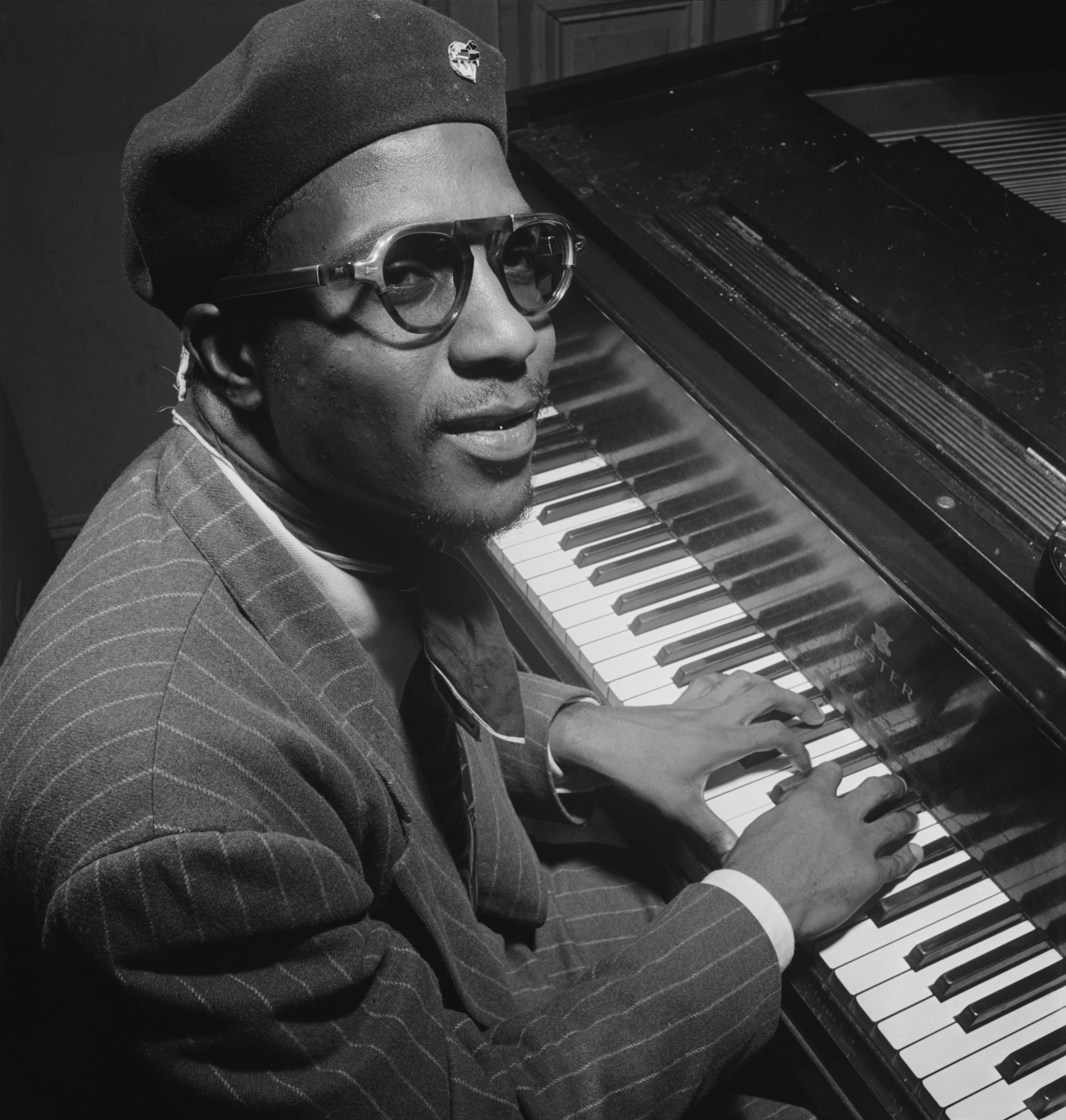
1967年のセロニアス・モンク

ジャズピアノ（英: Jazz piano）とは、ピアニストがジャズを演奏する時に用いる技法の総称である。広義では、ピアノ以外の鍵盤楽器でのこれらの技法も指すことがある。
ピアノはジャズの黎明期から、ソロにもグループにも不可欠であった。ギター、ヴィブラフォン、ピアノ以外の鍵盤楽器などと並んで、ピアノは（サクソフォーンやトランペットのように）単音だけで旋律を演奏するだけでなく、和音・和声も演奏できる楽器である。ジャズで用いられる楽器の中では、そのような楽器は数少ないため、ピアノは様々な面で用いられる。また、演奏家や作曲家がジャズ理論を理解しアレンジを行う上でも重要な手段となっている。

## 技法
ジャズの和声のボイシングはジャズピアノ学習の基礎の1つである。ジャズピアノの演奏において原初は、メジャー、マイナー、オーギュメント、ディミニッシュ、セヴンス、ディミニッシュト・セブンス、シックスス、マイナー・セブンス、メジャー・セブンス、サスペンデッド・フォース、それに付加するテンションとしてナインス、イレブンス、サーティースといったクラシック音楽のものと同じ和声が用いられていたが、少しずつ複雑化(和声のアッパーストラクチャー化)してモードジャズに辿り着いたりトーナルセンターアプローチやリディアンクロマチックコンセプト等の即興用技法の多彩化を迎えたその変遷は、クラシック音楽が段々と転調が増えていき、印象派の様な複雑な和声進行を経てセリー音楽に向かっていった変遷にも似ている。
他に重要なのは、スウィングのリズムに乗って演奏する技術である。その次のステップは即興、演奏中にその場で何かを作り出すことである。これには非常にレベルの高い技巧が要求され、ピアノを知り尽くす必要がある。
楽器としてのピアノは独奏者にありとあらゆる選択肢を提供する。低音部を用いてリフをブギウギにあるように演奏したり、アップライト・ベースのウォークを真似てメロディのカウンターラインを演奏したりできる。ストライドピアノとして知られるスタイルでは、左手の位置を素早く入れ替えて低音部の音符と中音部の和音を演奏する。これはよりシンコペートしたバリエーションでも行われる。右手はメロディラインを演奏することが多いが、また和音もしくはオクターブの和声要素を演奏することもでき、「ロックハンド」ボイシングと呼ばれるテクニックを用いて左手と密着して奏されることもあり、これはジョージ・シアリングがよく用いた。

### ソロ演奏

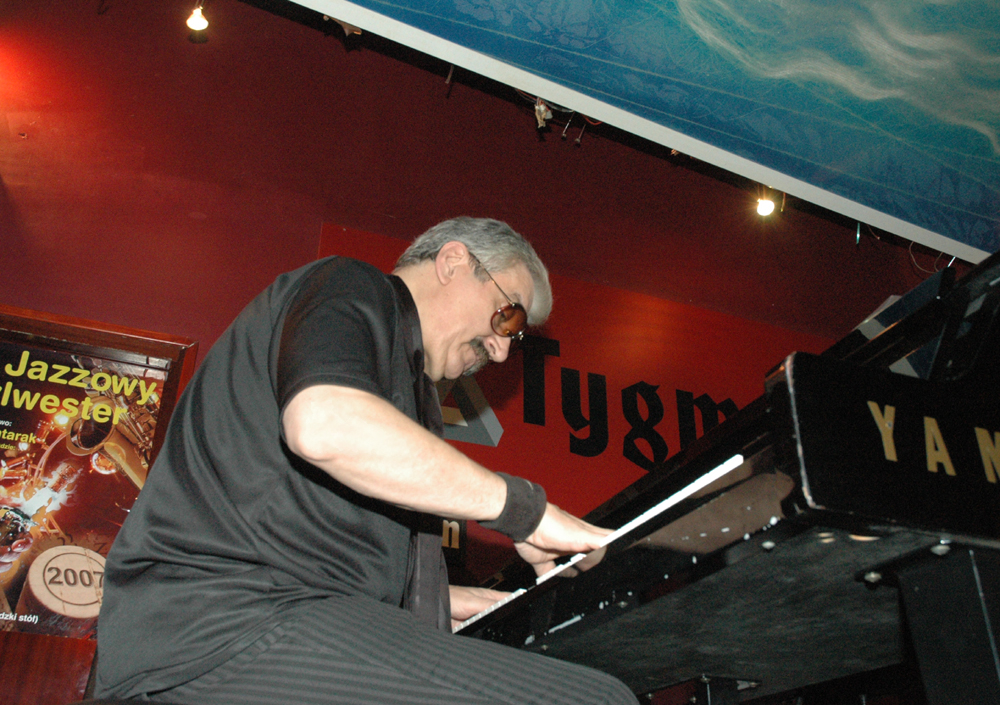
ワルシャワのジャズクラブにて

ジャズピアノで最も大事なこととしては、テンポを正確に取ることや、メロディの型をそれが第2の天性となるほどまでに習熟することが必要である。しかしジャズピアノのソロ演奏を十分にこなすには、他にも必要とされる基本的な技術が3つ存在し、それらも十分に習熟していなければならない。これらの3つの技術は、「1人で演奏していても、2人かそれ以上のプレイヤーが一緒に演奏しているように聴こえる」という非常に優れたソロピアニストに向けられる称賛にもつながる。ただしこれは全般的な印象であって他の形を取ることもあり、例えばデイブ・マッケンナの演奏では「3つの手によるスウィング」として知られている。
1) 明確な、スウィングするリズムを作り出す技術。これは、左手の弱いビートの直後に右手でビートを打つことで試みられる。ライドシンバルや、ウォーキングベース、あるいはその両方に似せるのがその狙いである。
多くのジャズプレイヤーはこれを常に両手で行うが、ベースラインの音符のいくつかを打つ直前にベース奏者の弱い音符を真似することによって左手だけで行うことも可能である。すなわち、低音部ではラインの主音をほぼ全て親指で奏し、他の指で短い「鍵のある」音符を演奏するのである。よって、スウィングのベースラインは、単に一連の4分音符であると考えることができるが、中間音が入ることで付点や三連符のリズムとなる。
しかしながら、それが実際にこのような形で記譜されることはほとんどない。それはおそらくベースラインでは中間音は安定したものではなく「ゴースト」となっているからである。ソロピアノによるライドシンバルの模倣が若干曖昧になるのはこのためである。リズム全体を描き出すためには、実際のベース奏者が鳴らすよりも多くの中間音を鳴らす必要がある。このためライドシンバルとベースをそれぞれ表しているものの間にある境界がぼやけ、これがジャズピアノ独奏（やジャズギター独奏）に特有の滝のようなスウィングを生み出すのである。
ベースラインを上述のように演奏してみると、左手はこの役割に理想的な形をしているのだと分かる。
テンポが速くなると、ベースラインの弱い音符は演奏されなくなる場合があるが、ドラマーのライドシンバルは止むことなく演奏される。
2) ハーモニーやコード変化の「ガイドトーン」を提示する技術。
3) 右手でメロディかメロディ的なソロ素材を演奏する技術。
これらの技術的要求を全て同時に満たすことは困難だが可能であり、完全には満たされていない場所には短いインターバルを置くこともできる（例えばアート・テイタムは彼が本来できたであろうほどにはコンスタントにはストライドしなかった）。例えば、ハーモニーをつけたメロディやソロラインで右手でガイドトーン（各以降での3rdと7th）を演奏する時には2)と3)は1つにまとめられる。
この「3分裂」問題を解決するのによく用いられる方法は、両手をフォークのような形にし、人差し指を親指と一緒にして中央のグループを作り、薬指と中指を外向きに広げて両側に枝を出すというものである。この形を作って鍵盤に載せ、左の枝で低音部を、中央でガイドトーンを、右の枝でアッパーラインを演奏する。
この方法が実行できそうにない場合には、より単純に、ベースラインを念入りに作り上げ、ガイドトーンとメロディの仕事は全て右手だけで行うことも可能である。
バリー・ハリスは、左手のみで和音を演奏することは単純化のしすぎであるとし、右手でハーモニーを提示することを好む旨の発言をしているので、こちらの方法を好んでいるのかもしれない。通常、ソロで演奏する時には、和音かウォーキングベースを左手で演奏し、右手でインプロヴィゼーションをすることになるであろう。

### アンサンブルでの役割

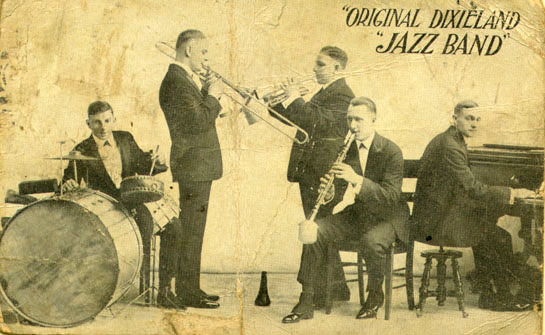
1918年の宣伝はがき

アンサンブルでの伴奏という文脈でのピアノの役割は、左手の音型の反復によるテンポの維持というものから、コードとメロディの両方の、長短さまざまな断片を用いての（他の）ソリストとの自由な相互作用を許す柔軟なものへと徐々に変化してきている。こうした形の伴奏は「コンピング」として知られている。
ピアノはジャズにおいて常に主導的な役割を担ってきた。最初期から、黒人のジャズミュージシャンはラグタイムをピアノで演奏していた。ジャズというジャンルが発展すると、ピアノはジャズバンドにリズムセクション（リズム隊）として知られる形で取り入れられるようになった。リズムセクションにはピアノ、ギター、ベース、ドラムスやその他の楽器（ヴィブラフォンなど）がしばしば含まれる。コットン・クラブでのハーレム・ルネサンスを通じて有名になったデューク・エリントンのような人気のジャズピアニストたちがコンピングの基となった。コンピングとは、ピアニストが主に和音からなる伴奏を演奏することで、他の演奏者がソロを取れるようにすることである。ジャズピアノは主導的なメロディの演奏から、曲の基礎部分を提供するものへと変化した。しかしながら、ジャズピアニストにもまたソロを取る機会も与えられた。1940年代から1950年代にかけて、多数の偉大なピアノ奏者が現れた。セロニアス・モンクヤバド・パウエルのようなピアニストたちはビバップの創造に貢献した。ウィントン・ケリー、レッド・ガーランド、ハービー・ハンコックの3人はマイルス・デイヴィスと共演した傑出したピアニストたちであった。トミー・フラナガンはジョン・コルトレーンのヒットアルバム『ジャイアント・ステップス』でも演奏している。

### 五度圏

五度圏

五度圏は5度（もしくは4度）の和声進行を通じて和声の多様性を供給するもので、ジャズピアノでは非常に重要である。ジャズのメロディやメロディ的なパートの最後の4小節では、コード進行は主音へと続く最後の4つの円上のステップに対応する「III, VI, II, V, I」となる。
うまく配置された和声進行はどんな聴き手の耳にも正しく聴こえるが、熟練したピアノ奏者はこれを五度圏上のステップとして認識する。ジャズではしばしば、小節毎に1回コードが変化する。最も単純な例では、同じ主和音の2つの小節は「I - V / I」として演奏される。この行ったり来たりの例はメロディにおいて休止や方向転換が明らかな時にしばしば適用される。五度圏のさらなる使用は、走り幅跳びの選手が踏み切りまでの歩数を数えるようにして、複数ステップ先を数え、ないしはゴールとなる主和音から逆算するということになる。訓練を積めばこれは第2の天性となる。
全てのピアニストが曲を移調する才能に恵まれているというわけではないが、五度圏にはこの曲を移調する能力を高めるというもう1つの利点がある。コードの「計画」や移行では、音階上で4度にボイシングされ、「I - V - I - V」（主音 - 属音 - 主音 - 属音）という和声パターンがしばしば繰り返される。
『枯葉』や『サマータイム』のような、複雑なメロディラインや反復パターンを持たない曲に和声を付けるのにも五度圏が利用できる。これはメロディ全体に対して、円に従って新しい和音を割り振るということではない。それが適切な移行となる場所で、もしくは複数小節にわたって、五度圏の断片である「I - V」の進行を定期的に挿入するということである。多くのスタンダード・ナンバーでは、このテクニックはより継続的に適用可能で、優れた和声付けを行うことができる。『星影のステラ』のような曲では、五度圏は大半の移行で間違いなく有用である。